# Athletic Club Sparta Praha fotbal 1995-1996
Questa voce raccoglie le informazioni riguardanti l'Athletic Club Sparta Praha fotbal nelle competizioni ufficiali della stagione 1995-1996.

## Stagione
Lo Sparta Praga raggiunge il quarto posto in campionato vincendo la coppa nazionale (4-0 al Drnovice in finale).
In Coppa UEFA il cammino per i cechi è lungo e si ferma solo agli ottavi di finale contro il Milan (2-0 a Milano e 0-0 a Praga) dopo aver eliminato Galatasaray (4-2), Silkeborg (2-2, regola dei gol fuori casa) e Zimbru Chișinău (6-3).

## Calciomercato
Chovanek si ritira dal calcio giocato. Vengono ceduti Sopko (Jablonec), Kostelník (Dynamo České Budějovice), Siegl (Kaiserslautern) e nel dicembre del 1996 Gunda (Jablonec).
Vengono acquistati Řepka (Baník Ostrava), Rada, Týce, Stracený e nel gennaio del 1996 Obajdin (Slovan Liberec).
La società è interamente composta da calciatori nati in Repubblica Ceca.

## Rosa
| N. |                      | Ruolo | Calciatore     |
| -- | -------------------- | ----- | -------------- |
|    | Rep. Ceca (bandiera) | P     | Petr Kouba     |
|    | Rep. Ceca (bandiera) | P     | Petr Kostelník |
|    | Rep. Ceca (bandiera) | D     | Tomáš Řepka    |
|    | Rep. Ceca (bandiera) | D     | Miroslav Rada  |
|    | Rep. Ceca (bandiera) | D     | Michal Horňák  |
|    | Rep. Ceca (bandiera) | D     | Tomáš Votava   |
|    | Rep. Ceca (bandiera) | D     | Tomáš Požár    |
|    | Rep. Ceca (bandiera) | C     | Václav Budka   |
|    | Rep. Ceca (bandiera) | C     | Zdeněk Svoboda |
|    | Rep. Ceca (bandiera) | C     | Jiří Novotný   |

| N. |                      | Ruolo | Calciatore        |
| -- | -------------------- | ----- | ----------------- |
|    | Rep. Ceca (bandiera) | C     | Lumír Mistr       |
|    | Rep. Ceca (bandiera) | C     | Roman Vonásek     |
|    | Rep. Ceca (bandiera) | C     | Martin Frýdek     |
|    | Rep. Ceca (bandiera) | C     | Pavel Nedvěd      |
|    | Rep. Ceca (bandiera) | C     | Roman Týce        |
|    | Rep. Ceca (bandiera) | C     | Ludek Stracený    |
|    | Rep. Ceca (bandiera) | C     | Josef Němec       |
|    | Rep. Ceca (bandiera) | A     | Jan Koller        |
|    | Rep. Ceca (bandiera) | A     | Vratislav Lokvenc |
|    | Rep. Ceca (bandiera) | A     | Josef Obajdin     |